# James Greenway
James Cowan Greenway (New York, 7 april 1903 – Greenwich, 10 juni 1989) was een Amerikaans ornitholoog. Zijn onderzoek naar uitgestorven en verdwijnende vogels vormde de basis voor veel later werk op het gebied van vogelbescherming.

## Biografie

### Jonge jaren
Greenway werd geboren in New York, maar groeide op op het landgoed Lauder Greenway in Greenwich (Connecticut) met zijn broers G. Lauder Greenway en Gilbert Greenway, als zoon van James Greenway Sr., oprichter van de Yale School of Public Health. Hij was een kleinzoon van George Lauder en een achterkleinzoon van George Lauder Sr. Hij volgde zijn opleiding aan de Phillips Exeter Academy tot 1922 en studeerde in 1926 af aan de Yale-universiteit met een Bachelor of Arts-graad. Daarna werkte hij een paar jaar als verslaggever voor de krant Brooklyn Eagle.

### Wetenschappelijke carrière

#### Expedities met Delacour
In 1929 werd Greenway partner in de Frans-Brits-Amerikaanse zoölogische expeditie naar Madagaskar. De expeditie werd gesponsord door het Muséum national d'histoire naturelle in Parijs, het British Museum (Natural History) in Londen en het American Museum of Natural History (AMNH) in New York, en werd geleid door de Franse ornitholoog Jean Delacour. Greenway nam van april tot augustus 1929 deel aan de expeditie, waarna hij en Delacour Madagaskar verlieten voor Delacours vijfde expeditie naar Indochina, waar ze zoölogische exemplaren verzamelden in Tonkin en Annam.
Tijdens de expeditie naar Annam ontving Greenway van de lokale autoriteiten de Orde van de Draak van Annam. Later tijdens die expeditie, in het koninkrijk Laos, ontving hij de Orde van de Miljoen Olifanten en de Witte Parasol in Luang Prabang, vermoedelijk door koning Sisavang Vong zelf. Toen hem later werd gevraagd naar de omstandigheden van de onderscheidingen, antwoordde hij: "Elke buitenstaander die überhaupt op die plaatsen kwam, kreeg in die tijd een medaille."

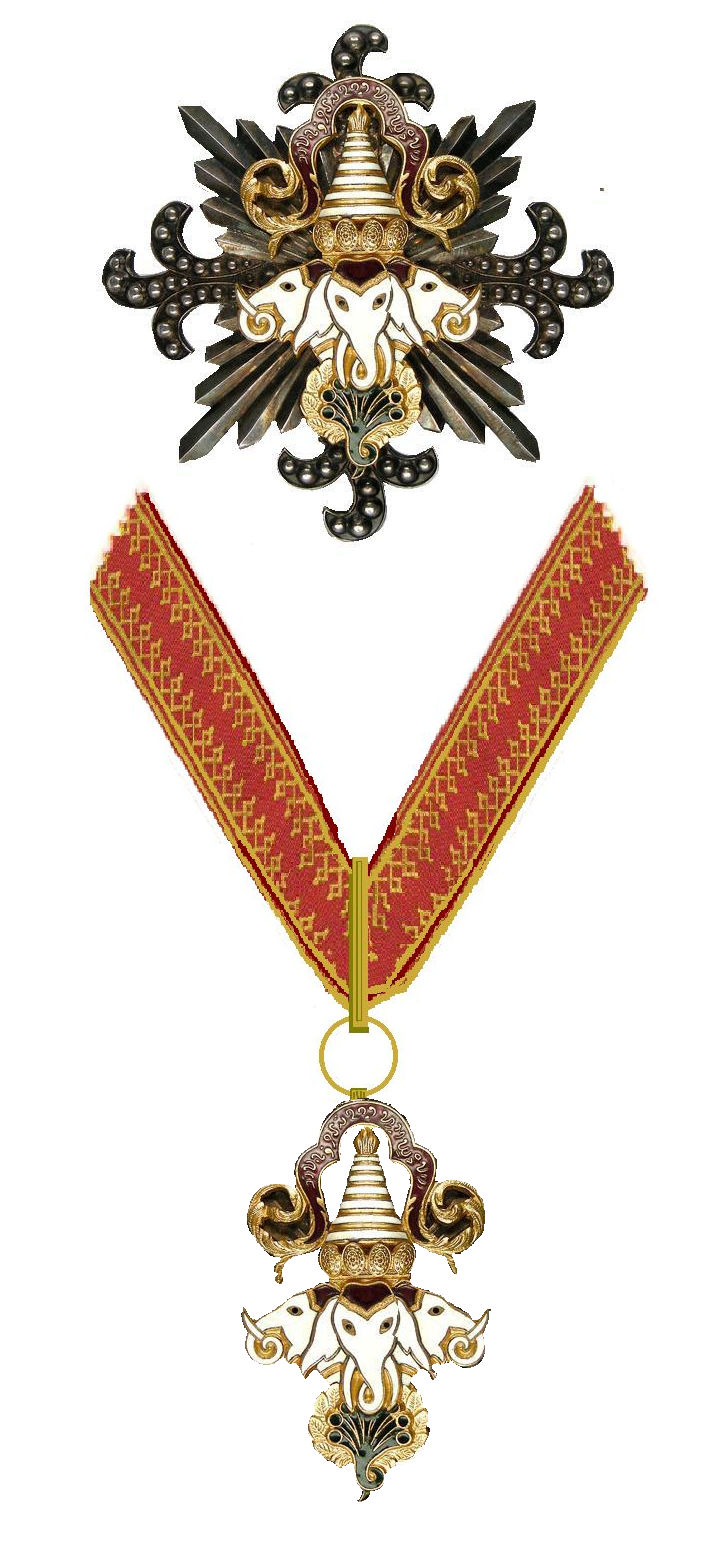
Orde van de Miljoen Olifanten en de Witte Parasol

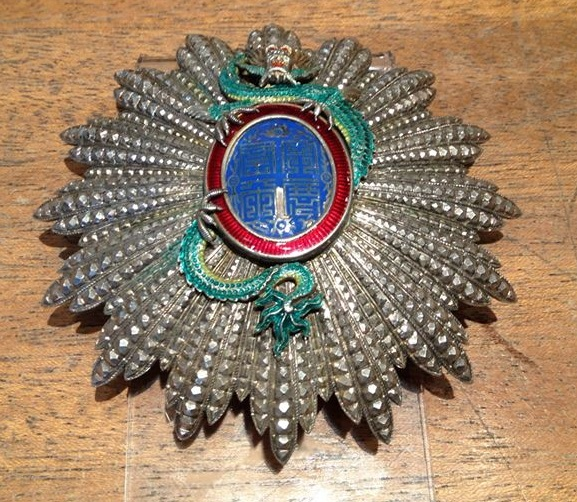
Keizerlijke Orde van de Draak van Annam
Đại Nam Long Tinh Viện

#### Museum of Comparative Zoology (Harvard)
In 1932 ging Greenway naar het Museum of Comparative Zoology (MCZ) in Harvard als assistent-conservator van vogels tot 1952 en werd daarna, als opvolger van James Lee Peters, curator tot 1960. Tijdens de jaren dertig nam hij deel aan verschillende verzamelexpedities naar het Caribisch gebied, vooral de Bahama's. In 1936 vlogen hij en zijn broer Gilbert van noord naar zuid over de Bahama's en waren de eersten die een vliegtuig landden op East Caicos op de Turks- en Caicoseilanden; voor die speciale gelegenheid kregen de schoolkinderen vrij. Greenway nam ook deel aan Delacours zevende expeditie naar Indochina in 1938-1939.
Greenway, die tijdens zijn dienst in de Tweede Wereldoorlog geen academisch onderzoek gedaan had, hervatte na de oorlog zijn ornithologische werk bij de MCZ. Daar produceerde hij in 1958 zijn overzicht van uitgestorven en bijna uitgestorven vogels, een boek dat de komende decennia een grote stimulans vormde voor het vogelbehoud. Hij was ook actief in het American Committee for International Wildlife Protection en later in de International Council for Bird Preservation (ICBP).

#### American Museum of Natural History (New York)
In 1960 verliet Greenway het MCZ om persoonlijke redenen en keerde er nooit meer terug. Terug op zijn landgoed in Greenwich werd zijn daaropvolgende ornithologische werk uitgevoerd in samenwerking met het American Museum of Natural History, waarvan hij Trustee was van 1960/61 tot 1970/71. In 1962 werd hij er onderzoeksmedewerker bij de afdeling Ornithologie, een functie die hij tot aan zijn dood hield. Hij begon te werken aan een lijst van type-exemplaren van vogels die in het bezit waren van het museum, een enorm project dat op het moment van zijn overlijden nog niet was voltooid. Hij initieerde, (mede-)financierde en nam deel aan een verzamelexpeditie naar Nieuw-Caledonië in 1978, toen hij 75 jaar oud was.
Relatief weinig andere ornithologen hebben hem persoonlijk ontmoet, omdat zijn afkeer van grote bijeenkomsten ervoor zorgde dat hij waarschijnlijk nooit in zijn leven ook maar één professionele bijeenkomst of congres bijwoonde. Zijn vroegere vriend en collega François Vuilleumier schreef over hem:
Hij was verlegen en teruggetrokken, maar zijn leven en carrière, of in ieder geval wat daarvan terug te vinden is, waren soms behoorlijk avontuurlijk. Jim Greenway was zo terughoudend om sporen achter te laten dat zelfs zijn zonen na zijn dood geen belangrijke details van de academische carrière van hun vader kenden.

Jim Greenway was een zeer excentrieke man die waarschijnlijk niet in staat was anderen met minder excentriciteit te tolereren. Hij moet vooral herinnerd worden als de persoon die jarenlang de leiding had over de zeer rijke vogelcollectie van het MCZ, die het vogelbehoud een goede start heeft gegeven, die de klassieker Extinct and Vanishing Birds of the World schreef, die hielp bij de publicatie van Peters' Checklist na Peters' dood, en die de afdeling Ornithologie van AMNH op veel niet-geregistreerde maar belangrijke manieren heeft bijgestaan.

### Militaire dienst
Tijdens de Tweede Wereldoorlog diende Greenway bij de Amerikaanse marine. Hij kreeg de opdracht in 1941, werd luitenant in 1943 en later luitenant-commandant, terwijl hij diende op vliegdekschepen in de zuidwestelijke Stille Oceaan, op de Salomonseilanden en op Nieuw-Caledonië. Greenway's voornaamste werk was dat de Naval Intelligence de Japanners bespioneerde vanaf eilanden als Nieuw-Caledonië, wat een aantal van zijn latere academische werk inspireerde.

### Huwelijk en kinderen
Greenway's eerste vrouw was Helen Livingston Scott (1903-1980), de kleindochter van Thomas A. Scott, een zakenpartner van Greenways grootvader (Lauder) en oudoom (Carnegie). Ze kregen drie kinderen: Helen Greenway Steele; HDS Greenway (een bekende journalist bij zowel de Boston Globe als de Washington Post) en James C. Greenway III.
Op 26 december 1959 stierf Greenway's moeder, Harriet Lauder Greenway, dochter van George Lauder. Binnen enkele maanden na de dood van zijn moeder scheidde Greenway van zijn eerste vrouw en vluchtte naar New York met zijn minnares, Mary Frances Oakes Hunnewell (overleden 22 april 1989), die zelf ook van haar echtgenoot moest scheiden om met Greenway te kunnen trouwen.

## Publicatie en eponiemen

### Publicaties
Greenway produceerde vele wetenschappelijke artikelen, maar is het meest bekend vanwege het boek uit 1958, Extinct and Vanishing Birds of the World waarvan in 1967 een tweede editie verscheen. Voorafgaand aan de publicatie van het boek had Greenway jarenlang een dossier bijgehouden met gegevens over uitgestorven en bedreigde vogels en had een conceptboek van het boek gemaakt in 1954, maar het duurde nog eens vier jaar om de definitieve versie te maken.  Dit boek was een van de drie boeken die door het American Committee for International Wildlife Protection werden gepubliceerd en die de voorlopers waren van de IUCN Red List, waarin soorten worden beschreven die met uitsterven worden bedreigd; samen met Francis Harper's uitgestorven en verdwijnende zoogdieren van de oude wereld en Glover Morrill Allen's uitgestorven en verdwijnende zoogdieren van het westelijk halfrond. Tegenwoordig worden deze boeken gezien als de inspiratie achter de Rode Lijst.
Tussen 1960 en 1968 was James Greenway samen met Ernst Mayr editor van delen 9 en 15 van de monumentale 16-delige Peter's Check-list of Birds of the World van James Lee Peters, en deed werk aan verschillende andere delen.

### Eponiemen
In 1936 noemden Thomas Barbour en Benjamin Shreve twee soorten reptielen ter ere van Greenway: Leiocephalus greenwayi, een gekrulde hagedis, en Tropidophis greenwayi, een dwergboa. In 1967 noemde Donn Rosen een vis, Scolichthys greenwayi, naar hem.

## The Bird Skinner
In 2014 publiceerde Alice Greenway (een kleindochter uit Greenway's eerste huwelijk) een fictief verslag van de jaren van Greenway in de Tweede Wereldoorlog, in de roman The Bird Skinner (New York: Atlantic Monthly Press). De roman ging over "Jim Kennoway" die, net als Greenway, gestationeerd was op de Salomonseilanden, op natuurhistorische expedities ging naar afgelegen locaties en werkte in het American Museum of Natural History. Het enige belangrijke verschil is dat de fictieve 'Kennoway' in de roman rouwde 'om de dood van zijn mooie vrouw', die jong stierf. De echte Greenway scheidde van zijn eerste vrouw om met zijn minnares te trouwen. Het feit dat The Bird Skinner een semi-fictief verslag is van het leven van de grootvader van de auteur – met een opgeschoonde versie van zijn huwelijksleven – geeft lezers een veel betere waardering voor het boek en de motivaties van de auteur.